# Самогощ (Лодзинське воєводство)
Самогощ (пол. Samogoszcz) — село в Польщі, у гміні Опорув Кутновського повіту Лодзинського воєводства.
Населення — 81 особа (2011).
У 1975-1998 роках село належало до Плоцького воєводства.

## Демографія
Демографічна структура станом на 31 березня 2011 року:
|          | Загалом | Допрацездатний вік | Працездатний вік | Постпрацездатний вік |
| -------- | ------- | ------------------ | ---------------- | -------------------- |
| Чоловіки | 38      | 7                  | 23               | 8                    |
| Жінки    | 43      | 5                  | 23               | 15                   |
| Разом    | 81      | 12                 | 46               | 23                   |